# 姜韬 (游戏玩家)
姜韬（1993年10月21日—），別名骚男，内蒙古乌海人，英雄联盟游戏主播，在虎牙直播进行直播。在游戏中喜欢使用亚索和泰隆，尤其是他在直播喜欢给亚索配音并经常说“弟弟”“菜的抠脚”等语句给观众带去欢乐而知名。姜韬在虎牙的直播时间为中午12点半到下午5点半，后改为下午5点到晚上11点。
2015年12月，姜韬因为直播中进行代练而被封号。